# Ниманд, Фриц
Фриц Нимец (нем. Fritz Niemets ; 27 июля 1892,  Вильгельмсхафен – 12 февраля 1943, Киль) – немецкий военный инженер, контр-адмирал-инженер кригсмарине

## Биография
Вступил в Императорский флот Пруссии в 1911 году. В 1911-1912 годах прошел обучение. Стажировался на борту линкора  «Рейнланд» (октябрь 1912 - март 1915). Окончил Школу инженеров и вахтенных офицеров (1915). В 1916 году — школу офицеров подводных лодок.
Участник Первой мировой войны. В 1916-1917 годах служил главным инженером лодки UB 27. Был командиром роты батальона береговой охраны. Окончил военно-морское училище.
После демобилизации армии оставлен в рейхсмарине. В 1924 году – Главный инженер 2 флотилии торпедных катеров.
С 1 апреля 1939 года – директор отдела снаряжения, с 1 апреля 1940 года – руководитель снабжения военных верфей Киля.
4 декабря 1942 года из-за болезни был передан в распоряжение командующего-адмиралом военно-морской станции «Остзе». Умер 12 февраля 1943 в Киле.

## Награды
- Железный крест 2-го и 1-го класса
- Крест Фридриха Августа 2-го и 1-го класса
- Нагрудный знак подводника (1918)
- Медаль «За выслугу лет» (Пруссия) 3-го класса (9 лет)
- Почётный крест Первой мировой войны 1914/1918 с мечами
- Медаль «За выслугу лет в Вермахте» 4-го, 3-го, 2-го и 1-го класса (25 лет)